# Réz(II)-nitrát
A réz(II)-nitrát egy szervetlen vegyület, a réz salétromsavas sója. Összegképlete Cu(NO3)2. A kristályvízmentes (anhidrát) változata fehér színű, a különböző hidrátjai kékek. Vízben igen jól oldódik. A vizes oldatából 25 °C fölött a trihidrátja, ez alatt a hexahidrátja kristályosodik ki. Oldható metanolban és etanolban is.

## Kémiai tulajdonságai
A réz(II)-nitrát erős oxidálószer. Az oldatával átitatott papír könnyen meggyullad. Az ónt ón-dioxiddá oxidálja. Ammóniával komplex vegyületeket, amminokat képez. Ezek 2-7 mól ammóniát tartalmazhatnak. Ezek közül a hexaammin a legstabilabb, ennek vizes oldata sötétkék színű.

## Előfordulása a természetben
A természetben a bázisos réz(II)-nitrát megtalálható ritka ásványként, melynek neve gerhardit.

## Előállítása
Réz és salétromsav reakciójával:
- Híg salétromsavban:

3 Cu + 8 HNO3 → 2 NO + 4 H2O + 3 Cu(NO3)2
- Tömény salétromsavban:

Cu + 4 HNO3 → Cu(NO3)2 + 2 NO2 + 2 H2O

## Felhasználása
Más rézvegyületek (pl. réz-oxid) előállítására használják. Alkalmazzák a galvanotechnikában is. Felhasználják még fa pácolására, réz feketére színezésére, illetve tűzijátékok készítésére is.